# 第四代切斯特菲爾德伯爵菲利普·史坦霍普
第四代切斯特菲爾德伯爵菲利普·史坦霍普（英語：Philip Stanhope, 4th Earl of Chesterfield，1694年9月22日—1773年3月24日）是英國貴族與政治人物，曾擔任愛爾蘭總督以及北方事務部大臣。他娶喬治一世與情婦美露莘·馮·德·舒倫堡的私生女沃辛漢女伯爵美露莘。